# Soldanella calabrella
Soldanella calabrella är en viveväxtart som beskrevs av A. Kress. Soldanella calabrella ingår i släktet alpklockor, och familjen viveväxter. Inga underarter finns listade i Catalogue of Life.